# جولدن بروكس
جولدن بروكس (بالإنجليزية: Golden Brooks)‏ هي ممثلة أمريكية، ولدت في 1 ديسمبر 1970 بسان فرانسيسكو في الولايات المتحدة. بدأت مشوارها المهني سنة 1993.

## أعمال

### أفلام
- (2018) أحلك العقول[5]

### مسلسلات
- ميامي

## وصلات خارجية
- جولدن بروكس على موقع IMDb (الإنجليزية)
- جولدن بروكس على موقع ألو سيني (الفرنسية)
- جولدن بروكس على موقع أول موفي (الإنجليزية)
- جولدن بروكس على موقع قاعدة بيانات الأفلام السويدية (السويدية)
- جولدن بروكس على موقع إن إن دي بي (الإنجليزية)
- جولدن بروكس على موقع قاعدة بيانات الفيلم (الإنجليزية)
- جولدن بروكس على موقع كينوبويسك (الروسية)